# Rutidea tenuicaulis
Rutidea tenuicaulis là một loài thực vật có hoa trong họ Thiến thảo. Loài này được K.Krause miêu tả khoa học đầu tiên năm 1917.